# Canton d'Angoustrine
Le canton d'Angoustrine est une ancienne division administrative française, située dans le département des Pyrénées-Orientales et la région Occitanie.

## Histoire
Créé en 1790, le canton d'Angoustrine a pour chef-lieu la commune du même nom et comprend douze communes. Il est renommé en canton d'Ur en 1790, du fait du changement de chef-lieu, mais conserve le même territoire.

## Composition
Les douze communes composant le canton d'Angoustrine sont les suivantes :
- Angoustrine
- Caldégas
- Dorres
- Égat
- Enveitg
- Hix
- Latour-de-Carol
- Odeillo
- Palau
- Targasonne
- Ur
- Villeneuve-des-Escaldes